# Inessa Kozlovskaïa
Pour les articles homonymes, voir Kozlovskaïa.
Inesa Benediktovna Kozlovskaya (russe : Инеса Бенедиктовна Козловская), née le 2 juin 1927 à Harbin et décédée le 19 février 2020, est une psychologue russe. Membre correspondant de l'académie des sciences de Russie en 2000 et scientifique honoré de la fédération de Russie en 1996. Elle est faite doktor nauk de sciences médicales. Elle reçoit le prix d'État de la fédération de Russie en 2001.

## Biographie
Inesa Benediktovna Kozlovskaya est née le 2 juin 1927 à Harbin. En 1954, elle obtient son diplôme de candidate ès sciences. De 1966 à 1971, Kozlovskaya travaille pour le laboratoire de Neal E. Miller à l'université Rockefeller. En 1976, elle soutient sa thèse de doctorat. Depuis 1977, elle est enseignant-chercheuse à l'institut des problèmes biomédicaux (IBMP).
Elle est élue membre correspondant de l'académie des sciences de Russie en 2000, et membre de l'Académie internationale d'astronautique. Elle est membre du bureau éditorial de la revue Human Physiology.
Décédée à Moscou le 19 février 2020 à l'âge de 92 ans, Inesa Kozlovskaya est inhumée au Cimetière Troïekourovskoïe.